# Gallikos
Der Gallikos (griechisch Γαλλικός, altgriechisch Ἐχείδωρος Echeidōros  oder Ἐχέδωρος Echedōros) ist ein ca. 60 km langer Fluss in der griechischen Region Zentralmakedonien. Er entspringt nordöstlich der Stadt Kilkis am Berg Dysoros und fließt von Nord nach Süd bis zu seiner Mündung in den Thermaischen Golf.
Für das Einzugsgebiet des Flusses Gallikos wird ein Wert zwischen 930 und 1022 km² angegeben. Das obere (nördliche) quellnahe Einzugsgebiet wird mit einer Fläche von 750 km² angegeben und gehört zum Regionalbezirk Kilkis; der Fluss hat in diesem Gebiet eine Länge von 43 km. Die mittlere Höhe dieses Gebietes beträgt 337,5 m, die maximale 1.180 m.
Die mittlere jährliche Niederschlagsmenge im oberen Einzugsgebiet beträgt 480 mm; dabei fallen 70 % dieses Niederschlags zwischen Oktober und Mai. Die maximale Niederschlagsmenge erreicht 1.180 mm pro Jahr. Der mittlere jährliche Wasserdurchfluss an der Messstation Nea Filadelfia nordöstlich von Thessaloniki beträgt 0,7 m³ (700 Liter) pro Sekunde. Im Sommer ist der Gallikos fast ausgetrocknet.
Der Fluss führt bzw. führte gelöstes Gold (Seifengold) mit sich. Zwischen 1953 und 1960 wurden von der Firma Greek Goldfields 1.355 kg Gold mit einer Feinheit von mehr als 960 aus dem Gallikos gewonnen. Das Gold entstammt dem Kroussia- und Vertsikos-Gebirge und wird durch den Nebenfluss Megalo Potami in den Gallikos eingetragen. Dieser Nebenfluss mündet ca. 10 km südöstlich der Stadt Kilkis in den Gallikos.